# Impact sur la Lune du 11 septembre 2013
Pour un article plus général, voir Impacts sur la Lune.
Le 11 septembre 2013 à 20 h 7 UTC, un impact cosmique a eu lieu à la surface de la Lune. Celui-ci a été repéré par le flash lumineux qu'il a engendré. Il s'agit de l'impact sur la Lune le plus important reporté à cette date.

## Collision
La collision a eu lieu le 11 septembre 2013 à 20 h 7 UTC et a été révélée officiellement le 23 février 2014 dans le Monthly Notices of the Royal Astronomical Society. Le « caillou » a percuté la Lune à une vitesse de 61 000 kilomètres par heure (17 kilomètres par seconde). L'explosion résultante est la plus importante repérée à cette date à la surface de la Lune : l'énergie dégagée est équivalente à celle dégagée par l'explosion de près de 15 000 tonnes de TNT, au moins trois fois plus importante que celle du plus grand impact précédemment enregistré, celui du 17 mars 2013.

## Conséquences
Le cratère résultant de cet impact a un diamètre d'environ 40 mètres. Celui-ci se situe dans un ancien bassin lunaire rempli de lave appelé Mare Nubium (mer des Nuées).

## Caractéristiques de l'objet percuteur
Selon les scientifiques, l'objet percuteur devait mesurer entre 0,6 et 1,4 mètre de diamètre pour une masse de l'ordre de 400 kilogrammes. Dans le cas où un tel objet entrerait dans l'atmosphère terrestre, il créerait une spectaculaire pluie de météorites mais ne poserait a priori aucun danger au sol. À l'inverse, la Lune ne possède pas d'atmosphère (celle-ci est tout du moins négligeable), ce qui la rend vulnérable à tout objet qui se dirige vers elle.

## Visibilité et observations
Le flash lumineux émis à la suite de l'impact de la météorite était presque aussi lumineux que l'Étoile polaire. En conséquence, la collision était visible de toute personne située sur Terre qui regardait la Lune à ce moment-là si les conditions météorologiques le permettaient. L'impact a notamment été vu par Jose Madiedo, professeur à l'université de Huelva. Madiedo a observé la collision en utilisant deux télescopes du sud de l'Espagne, partie de l'observatoire MIDAS (Moon Impacts Detection and Analysis System, soit « Système de détection et d'analyse des impacts sur la Lune »), pointés vers la Lune. Les flashs émis par ce genre d'impact durent généralement une fraction de seconde seulement ; celui-ci a cependant duré pendant huit secondes d'après Madiedo, en faisant le plus long flash d'impact observé à ce jour. Depuis 2005, le programme de recherche des impacts sur la Lune de la NASA a observé plus de 300 collisions de météorites à la surface de la Lune. Madiedo indique que l'observation de la Lune va se poursuivre lors du repérage de météores en observant l'atmosphère terrestre. Ils espèrent ainsi identifier des amas de rocs qui pourraient donner lieu à des impacts communs sur les deux corps (la Terre et la Lune). Le but est aussi de déterminer l'origine « géographique » de ces objets.